# Туре, Али Фарка
Али́ Фарка́ Туре́ (наст. имя: Али́ Ибраги́м Туре́, фр. Ali Ibrahim "Farka" Touré; 31 октября 1939 — 7 марта 2006) — малийский певец и мультиинструменталист, один из самых известных музыкантов Африки. Согласно широко распространенному представлению, его музыка представляет собой точку пересечения традиционной малийской музыки и её североамериканского кузена — блюза. Версия, что второй исторически произошёл от первой, отражена в часто цитируемом высказывании Мартина Скорцезе о том, что традиционная музыка Туре составляет часть «ДНК блюза».
Отец другого известного малийского музыканта Вьё Фарка Туре, которого называют «Хендриксом Сахары».
В 2003 году журнал «Роллинг стоун» поместил Фарку Туре на 76 место своего «списка 100 величайших гитаристов всех времен». А в списке 100 величайших гитаристов всех времен по версии журнала «Спин» музыкант находится на 37 месте.

## Дискография
- См. «Ali Farka Touré § Discography» в английском разделе.